# Kecskeháta
Kecskeháta románul: Căprioara, falu Romániában, Erdélyben, Kolozs megyében.

## Fekvése
Csákigorbótól délkeletre fekvő település.

## Nevének eredete
Nevét egy itteni, kecske hátához hasonló formájú hegyről vette.

## Története
Kecskeháta nevét 1461-ben említette először oklevél Kechkehath néven, mint a Réczekereszturiak birtokát.
Nevének későbbi változatai: 1463-ban Ketskehát (Kádár IV. 260), 1467-ben Kechkehath, 1470-ben Kechkehago, 1577-ben Keczkehat, 1579-ben Kecskehát, 1659-ben Keczikehat, 1750-ben Kecskeháta.
1463-ban Kereszturi Antal és György itteni részeiket Iklódi Mártonnak 20 arany forintért zálogba adták. 1467-ben Iklódi Mártontól Mátyás király itteni részét hűtlensége miatt elvette és azt Kovács Istvánnak volt kamaragrófnak adományozta, azonban a birtokba való beiktatásának Iklódi Márton neje és fiai János és Tamás ellentmondtak. 1469-ben Iklódi Márton fiai Tamás és János a maguk és atyjuk nevében Mátyás királyt itteni részüknek Harambasa, Szubasa, Javrank vajda és Karacha részére való netaláni eladományozásától tiltották.
1592-ben Báthory Zsigmond néhai Gyulai Mihály fiát Ferencet itteni részében mindkét ágra nézve megerősítette, de Felső-szentmártonmacskási Horváth Gáspár néhai Kereszturi István és György részéért, Csomafái Kereszturi János pedig néhai Kereszturi Boldizsár itteni részéért ellentmondott.
1625 előtt Kún Istváné, majd 1625-ben annak özvegyéé, 1651-ben pedig Ébeni István itteni részét nejére Kún Ilonára, ő pedig 1666-ban öccsére, Kún Istvánra hagyta.
1694-ben Bánffy György, Baczó Ferenc, Igaz Gáspár és Belényiné voltak birtokosai.
1700-ban gróf Teleki Józsefné Kún Borbála itteni részeit gróf Bethlen Mihálynak adta cserébe, melyet 1716-ban gróf Bethlen István és Borbála, Bethlen Ilona Dujardin Ferencnének engedtek át.
1820-ban gróf Bánffy Ferenc, gróf Mikes Zsigmond, báró Szentkereszti István, Eperjesi Antal, Vajna István, Hodor János, Farkas János, Miske András, Endes Róza, Fráter Antal és Gondos István voltak birtokosai.
A trianoni békeszerződés előtt Szolnok-Doboka vármegye Csákigorbói járásához tartozott.
1910-ben 287 lakosából 4 magyar, 282 román volt, ebből 280 görögkatolikus, 5 izraelita volt.